# مطار فوتشو تشانغله الدولي
مطار فوتشو تشانغله الدولي (بالإنجليزية: Fuzhou Changle International Airport) (إياتا: FOC، إيكاو: ZSFZ) يقع في مدينة فوتشو في جمهورية الصين الشعبية. صنف مطار فوتشو تشانغله الدولي في المرتبة السادسة والعشرون في الصين من حيث عدد الركاب عام 2011 وفقًا لإدارة الطيران المدني في الصين، حيث تعامل مع 7,196,800 راكب، وبلغ إجمالي حركة الطائرات (القادمة والمغادرة) 67,866 طائرة وقد بلغت كمية البضائع المنقولة عبر المطار 87,574 طن.

## شركات الطيران والوجهات

### الركاب
| شركـات طيـران                 | الوجهات |
| ----------------------------- | --- |
| 9 Air                         | مطار دون موينغ، مطار شيشوانغباننا غاسا |
| Air Chang'an                  | مطار هوايان ليانشوي، مطار شيان شيانيانغ الدولي |
| طيران الصين                   | مطار بكين العاصمة الدولي، مطار تشنغدو شوانغليو الدولي، مطار تشونغتشينغ جيانغبى الدولي، مطار تيانجين الدولي |
| طيران ماكاو                   | مطار ماكاو الدولي |
| خطوط العاصمة بكين الجوية      | مطار سانيا فينيكس الدولي، مطار شنيانغ الدولي |
| Cambodia Airways              | Siem Reap ‏ |
| كاثي باسيفيك                  | مطار هونغ كونغ الدولي |
| Chengdu Airlines              | مطار تشنغدو شوانغليو الدولي، مطار تشنغدو تيانفو الدولي، مطار قوييانغ لونغدونغابو الدولي، مطار جينغقانغشان، مطار لاسا الدولي، مطار شنيانغ الدولي، مطار ووهان الدولي، مطار شيشوانغباننا غاسا، مطار تشنغتشو الدولي، مطار تشوشان بوتوشان، مطار رينهواي ماوتاي |

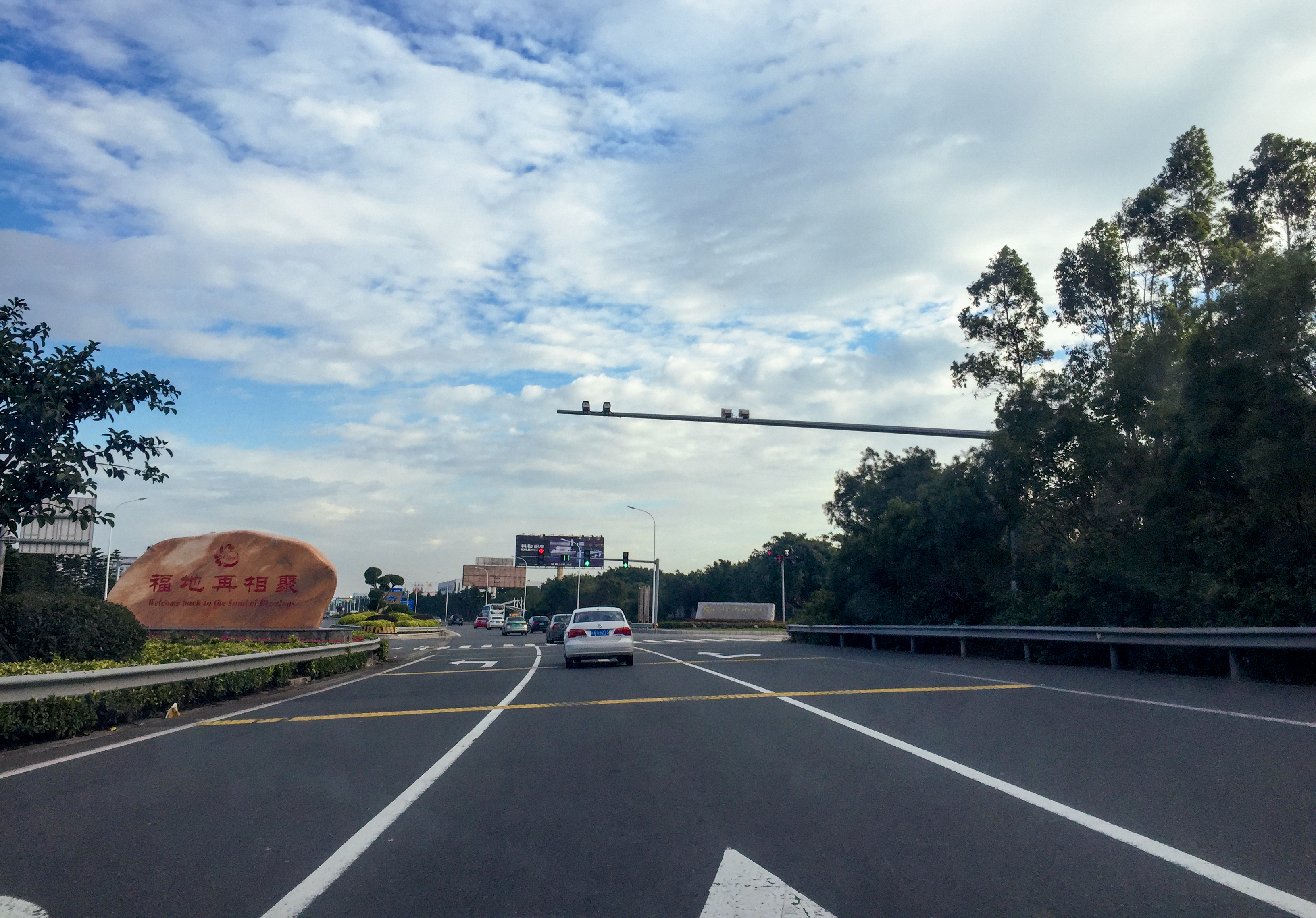
"Welcome back to the Land of Blessings"، the sign reads، indicating the airport is right ahead.

| خطوط شرق الصين الجوية         | مطار تشانغشا هوانغوا الدولي، مطار دالي، مطار داليان الدولي، مطار هاربين الدولي، مطار كونمينغ جانغشوي الدولي، مطار لانتشو تشونغ تشوان، مطار نانجينغ الدولي، مطار شانغهاي هونغكياو الدولي، مطار شانغهاي بودنغ الدولي، مطار تاييوان وسو الدولي، مطار يهاي داسهويبو، مطار ووهان الدولي، مطار شيان شيانيانغ الدولي |
| طيران الصين اكسبرس            | مطار تشنغدو تيانفو الدولي، مطار تشونغتشينغ جيانغبى الدولي، مطار نانيانغ جيانغ يينغ |
| خطوط جنوب الصين الجوية        | مطار بكين داشينغ الدولي، مطار قوانغتشو باييون الدولي، مطار قوييانغ لونغدونغابو الدولي، مطار هويزهو، مطار أورومتشي الدولي، مطار تشنغتشو الدولي |
| China United Airlines         | مطار بكين داشينغ الدولي، مطار تشنغدو تيانفو الدولي، مطار فوشان شادي |
| Chongqing Airlines            | مطار تشونغتشينغ جيانغبى الدولي، مطار هينغيانغ نانيوي |
| Colorful Guizhou Airlines     | مطار قوييانغ لونغدونغابو الدولي، Wuzhou |
| Dalian Airlines               | مطار داليان الدولي، مطار نانجينغ الدولي |
| Fuzhou Airlines               | مطار باوتو يرليبان، مطار تشانغشا هوانغوا الدولي، مطار تشونغتشينغ جيانغبى الدولي، مطار داليان الدولي، مطار قانتشو هوانتشين، مطار قويلين يانغ جيانغ الدولي، مطار قوييانغ لونغدونغابو الدولي، مطار هايكو ميلان الدولي، مطار هاربين الدولي، مطار هوهوت بايتا الدولي، مطار هوايان ليانشوي، مطار كونمينغ جانغشوي الدولي، مطار ليني شوبولينغ، مطار نانينغ الدولي، مطار نانتونغ شينغ دونغ، مطار غينغادو جياودونغ الدولي، مطار ريتشاو، مطار شانغهاي بودنغ الدولي، مطار تاييوان وسو الدولي، مطار تيانجين الدولي، مطار شيان شيانيانغ الدولي، مطار شانغينغ ليوجي، مطار ييتشانغ سانشيا، مطار تشنغتشو الدولي، مطار تشوشان بوتوشان |
| طيران جي إكس                  | مطار ييتشانغ سانشيا |
| خطوط هاينان الجوية            | مطار بكين العاصمة الدولي، مطار تشانغشا هوانغوا الدولي، مطار تشنغدو تيانفو الدولي، مطار تشونغتشينغ جيانغبى الدولي، مطار داليان الدولي، مطار نانجينغ الدولي، مطار أورومتشي الدولي، مطار شيان شيانيانغ الدولي، مطار تشنغتشو الدولي |
| Hebei Airlines                | مطار نانجينغ الدولي، مطار نانتونغ شينغ دونغ، مطار شيجياتشوانغ تشنغدينغ الدولي |
| Jiangxi Air                   | Zhanjiang، مطار تشنغتشو الدولي |
| Joy Air                       | مطار شيان شيانيانغ الدولي |
| خطوط جونياو الجوية            | مطار شانغهاي بودنغ الدولي |
| Lanmei Airlines               | Sihanoukville |
| ليون إير                      | عارض: مطار سام راتولانجي الدولي ‏ |
| خطوط لاكي الجوية              | مطار تشنغدو تيانفو الدولي، مطار كونمينغ جانغشوي الدولي، مطار سوزهو جوانين |
| خطوط ماندارين الجوية          | مطار تايبيه سونغشان |
| Myanmar Airways International | عارض: مطار ماندالاي الدولي |
| Qingdao Airlines              | مطار تشانغتشون الدولي، مطار هاربين الدولي، مطار جينان الدولي، مطار غينغادو جياودونغ الدولي، مطار يانتاي بينجلاي الدولي، Zhanjiang |
| Ruili Airlines                | مطار فوتشنغ بيهاي، مطار كونمينغ جانغشوي الدولي، مطار شنيانغ الدولي، Sihanoukville |
| سكوت للطيران                  | مطار شانغي سنغافورة |
| خطوط شاندونغ الجوية           | مطار بكين العاصمة الدولي، مطار قويلين يانغ جيانغ الدولي، مطار جينان الدولي، مطار غينغادو جياودونغ الدولي، مطار أورومتشي الدولي، مطار تشوهاى سانزو |
| خطوط شانغهاي الجوية           | مطار تشانغتشون الدولي، مطار جينينغ كوفو، مطار شانغهاي هونغكياو الدولي |
| خطوط شينزين الجوية            | مطار نانجينغ الدولي، مطار نانينغ الدولي، مطار شنيانغ الدولي |
| خطوط سيتشوان الجوية           | مطار تشانغشا هوانغوا الدولي، مطار تشنغدو شوانغليو الدولي، مطار تشنغدو تيانفو الدولي، مطار تشونغتشينغ جيانغبى الدولي، مطار هاربين الدولي، مطار نانينغ الدولي |
| سبرينغ (شركة طيران)           | مطار داليان الدولي، مطار هونغ كونغ الدولي، مطار لانتشو تشونغ تشوان، مطار شنيانغ الدولي، مطار شيجياتشوانغ تشنغدينغ الدولي، Wuhu، مطار نانيانغ يانتشنغ، مطار يانغزهو تايزهو |
| خطوط سريويجايا الجوية         | عارض: مطار سوكارنو هاتا الدولي |
| خطوط تيانجين الجوية           | مطار قوييانغ لونغدونغابو الدولي، مطار هوهوت بايتا الدولي، Lianyungang، مطار ليوبانشوي يويزهاو، مطار تشنغتشو الدولي |
| Uni Air                       | مطار كاوهسيونغ الدولي، مطار تايوان تاويوان الدولي |
| أورومتشي للطيران              | مطار أورومتشي الدولي، مطار يولين يو يانغ |
| West Air ‏                     | مطار أنقينج تيانزهوشان، مطار تشونغتشينغ جيانغبى الدولي، مطار ووهان الدولي |
| خطوط زيامن الجوية             | مطار سوفارنابومي الدولي، مطار بكين داشينغ الدولي، مطار تشانغتشون الدولي، مطار تشانغشا هوانغوا الدولي، مطار تشانغتشو بيننو، مطار تشنغدو تيانفو الدولي، مطار تشونغتشينغ جيانغبى الدولي، مطار داليان الدولي، مطار قوانغتشو باييون الدولي، مطار قويلين يانغ جيانغ الدولي، مطار قوييانغ لونغدونغابو الدولي، مطار غويان ليوبانشان، مطار هايكو ميلان الدولي، مطار هاربين الدولي، مطار هوهوت بايتا الدولي، مطار هونغ كونغ الدولي، مطار سوكارنو هاتا الدولي، مطار جيجو الدولي، مطار جينان الدولي، Jinzhou، مطار كاليبو الدولي، مطار كاوهسيونغ الدولي، مطار كوتا كينابالو الدولي، مطار كوالالمبور الدولي، مطار كونمينغ جانغشوي الدولي، مطار لانتشو تشونغ تشوان، مطار لاسا الدولي، مطار ساني ليجيانغ، مطار يوتشو بيلين، مطار لوئهو يونلونغ، مطار ماكاو الدولي، مطار ملبورن الدولي، مطار ميانيانغ نانيجو، مطار نانشونغ غاوبينغ، مطار نانجينغ الدولي، مطار نانينغ الدولي، مطار نانتونغ شينغ دونغ، مطار جون إف كينيدي الدولي، مطار كانساي الدولي، مطار بنوم بنه الدولي، Phuket، مطار غينغادو جياودونغ الدولي، مطار سانيا فينيكس الدولي، Sapporo–Chitose، مطار شانغهاي هونغكياو الدولي، مطار شنيانغ الدولي، مطار شينزين باوان الدولي، مطار شانغي سنغافورة، مطار سيدني، مطار تايبيه سونغشان، مطار تايوان تاويوان الدولي، مطار تاييوان وسو الدولي، مطار تيانجين الدولي، مطار ناريتا الدولي، مطار أورومتشي الدولي، مطار ووهان الدولي، مطار سنن شوفانغ الدولي، مطار شيامن قاوتشي الدولي، مطار شيان شيانيانغ الدولي، مطار شينينغ الدولي، مطار سوزهو جوانين، مطار يبين واليانجي، مطار ينتشوان خه دونغ، مطار يونتشنغ قوانقونغ، مطار تشنغتشو الدولي، مطار تشونغوي شابوتو، مطار تشوهاى سانزو موسمي: مطار هايلار دونغشان |

### الشحن
| شركـات طيـران                | الوجهات                                                                   |
| ---------------------------- | ------------------------------------------------------------------------- |
| الخطوط الجوية الصينية للبريد | مطار نانجينغ الدولي، مطار تايوان تاويوان الدولي، مطار شيامن قاوتشي الدولي |